# Клойбер, Рудольф
Рудольф Клойбер (нем. Rudolf Kloiber; 14 ноября 1899, Мюнхен — 12 декабря 1973, Мюнхен) — немецкий музыковед
 и дирижёр.
Окончив в Мюнхене гимназию, в 1917—1918 гг. воевал в составе немецкой армии во Франции. Окончил Мюнхенскую академию музыки как пианист и дирижёр. С 1921 г. работал в различных немецких оперных театрах. В 1927 году защитил в Мюнхенском университете диссертацию доктора музыковедения «Драматические балеты Кристиана Каннабиха» (нем. Die dramatischen Ballette von Christian Cannabich). В 1935 году занял пост музыкального руководителя Регенсбургского городского театра. В 1947—1949 гг. дирижёр Байройтского симфонического оркестра. В 1951—1959 гг. возглавлял Швабский симфонический оркестр в Ройтлингене.
В послевоенные годы посвятил себя преимущественно работе над музыкальными энциклопедиями. Подготовил «Справочник по опере» (нем. Handbuch der Oper; 1951, 11-е издание 2006, позднейшие дополнения В. Конольда и Р. Машки), «Справочник по классической и романтической симфонии» (нем. Handbuch der klassischen und romantischen Symphonie; 1964, 2-е издание 1976), «Справочник по симфонической поэме» (нем. Handbuch der Symphonischen Dichtung; 1967, 3-е издание 1990) и двухтомный «Справочник по инструментальным концертаму» (нем. Handbuch des Instrumentalkonzerts; 1972—1973, 3-е издание 1987).
С именем Клойбера связана систематизация голосовых категорий-амплуа (нем. Fachpartien), принятых в немецких и австрийских репертуарных оперных театрах: эта система, окончательно выкристаллизовавшаяся в клойберовском «Справочнике по опере» и подразделяющая весь имеющийся диапазон оперных голосов на 29 категорий, с каждой из которых ассоциирован некоторый набор образцовых для неё партий, оказывает непосредственное влияние на характер заключаемого с исполнителем контракта.
Был женат на Хедвиг Мюллер (1906—1992), дочери известного медика Фридриха фон Мюллера.